# فياتشيسلاف بوزدنياكوف
فياتشيسلاف بوزدنياكوف (بالروسية: Поздняков, Вячеслав Владимирович)‏ هو مبارز بالسيف روسي، ولد في 17 يونيو 1978 في ياروسلافل في روسيا.

## وصلات خارجية
- فياتشيسلاف بوزدنياكوف على موقع الاتحاد الدولي للمبارزة (الإنجليزية)
- فياتشيسلاف بوزدنياكوف على موقع اللجنة الأولمبية الدولية (الإنجليزية)
- فياتشيسلاف بوزدنياكوف على موقع أوليمبيديا (الإنجليزية)